# Пантелеев, Владимир Петрович
Владимир Петрович Пантелеев (14 июня 1868—1922) — ректор Московского практического химико-технологического института (1921—1922).

## Биография
Родился в июне 1868 года.
Выпускник Санкт-Петербургского практического технологического института императора Николая I 1892 г. По окончании преподавал химию в технических классах одного из первых средне-технических училищ — Красноуфимского промышленного училища, где также заведовал учебными заводами. С 20 ноября 1902 года на учебной службе Министерства народного просвещения Российской империи.
С мая 1900 года командирован в Московское промышленное училище.

Прикомандированный в МПУ стипендиат Министерства народного просвещения инженер-технолог В.П. Пантелеев по открытии технических классов предполагает занять должность заведующего учебной частью и главного руководителя лабораторных занятий химического отделения училища.
ЦИАМ, ф. 459, оп. 5, д. 1074, л. 58.
— Жуков А.П. Хроники Московского промышленного училища 1880-1918 / В.Ф. Жилин. — Москва: РХТУ им. Д.И. Менделеева год = 2002. — С. 31. — 108 с. — ISBN 5-7237-0342-0.
С 1903 года инспектор МПУ и преподаватель химии и химических производств в 1905 году избран библиотекарем МПУ. В 1906 году освобождён от всех административных обязанностей в училище в связи с лояльным отношением к студенческим выступлениям в дни декабрьских (1905 года) революционных событий в Москве.
Параллельно с занятиями в МПУ преподавал в Императорском коммерческом училище и Московском городском народном университете им. А. Л. Шанявского.
В годы Первой мировой войны (1915-1916)с помощью учащихся МПУ активно занимается производством медикаментов в учебных заводах МПУ: салициловой кислоты,
лизола из технической карболовой кислоты, её натриевой соли и других препаратов. Участвовал в организационно-хозяйственной деятельности московского областного военно-промышленного комитета по обепспечнию действущей армии питьевой водой в годы первой мировой войны.
Член Русского физико-химического общества. Вёл большую научную и научно-организационную деятельность: делегат V Международного конгресса по прикладной химии (Берлин, 1903), участник II-го Менделеевского съезда (Санкт-Петербург, декабрь
1911); делегат от МПУ на совещании представителей 
профессиональных и технических школ Московского района (МУО) Союза деятелей по техническому и ремесленному образованию (1918).
При его активном участии Московское промышленное училище реорганизовано сначала в техникум (1918), с августа 1919 года в Московский химический техникум им. Д.И. Менделеева. А с декабря 1920 Московский практический химико-технологический институт им. Д.И. Менделеева.

## Публикации
Автор более 20 научных трудов.
1. Сухая перегонка дерева. Переработка подсмольной воды на уксусную кислоту, уксуснокислые соли, метиловый спирт, ацетон, хлороформ и йодоформ. Составил по лучшим заграничным источникам и  собственным наблюдениям В.П.Пантелеев. СПб., 1899.
2. О реакциях на альдегиды в спиртовых жидкостях. СПб. тип. Имп. Акад. наук , 1900 (Отт. из Известий технолол. ин-та 1899.)
3. О реакциях на некоторые составные части сивушного масла в спиртовых жидкостях. СПб., 1901.
4. О химическом составе древесной смолы и методах исследования ее. М., 1902.
5. Химико-технический контроль винокуренного производства. Химическое исследование сырых материалов, промежуточных и готовых продуктов производства. Руководство для инженеров, техников, студентов и воспитанников технических училищ. Сост. В.П.Пантелеев. М., 1905.
6. Контроль молочного хозяйства. Исследование молока, масла, сыра. М., И.Н. Холчев, 1906. — 70 с.
7. Общие методы анализа в нефтяном производстве. По Holde, Redwood, Аisinmann, Eпgler и др. Сост. В.П.Пантелеев. М. Краткий курс основ общей и физической химии. Для химико-технических и промышленных училищ. М.; Пг., 1916.
8. Крезол и его препараты (Из химической лаборатории МПУ). Ревель, 1916.
9. Сухая перегонка дерева. Производство смолы, крезола, гваякола... М., 1920.
10. Вода, топливо, печи. Руководство для химико-технических и промышленных училищ. М., изд. К.Н. Тихомиров, 1913.